# Biner Vidor Ernő
Biner Vidor Ernő (latinul: Ernestus Hilarius Binnerius) (? – Kassa, 1664. október 14.) evangélikus lelkész és gimnáziumi igazgató.

## Élete
Előbb Pozsonyban és Eperjesen volt rector, azután Besztercére ment gimnáziumi igazgatónak, innét Kassára első lelkésznek és a gimnázium felügyelőjének. Három synodusban vett részt 1652., 1653. és 1656-ban.
Felesége Mária, fiai Timót, Vidor, János, Osvát, Frigyes, András; lányai Dorottya és Margit.

## Munkái
- De ministrorum ecclesiasticorum distinctis gradibus. Trenchinii, 1641.
- Tractatus methodica. Leutschoviae, 1642.
- Index theologico-politicus. Uo. 1642.
- Positiones miscellaneae. Uo. 1643.